# Barbara Berengo Gardin
Barbara Berengo Gardin (Roma, 9 novembre 1965) è una doppiatrice e direttrice del doppiaggio italiana.

## Carriera
Ha iniziato la sua attività di doppiatrice nel 1982; dal 1994 al 2001 è stata socia della S.A.S. (Società Attori Sincronizzatori).
Ha dato voce a Shannen Doherty nei telefilm Streghe, North Shore, 90210, Mary Jane Watson nella serie animata de L'uomo ragno degli anni 90 e in vari film tv.
Alla professione principale di doppiatrice affianca saltuariamente quella di attrice televisiva e teatrale.

## Doppiaggio

### Cinema
- Julia Ormond in Inland Empire - L'impero della mente, The East
- Claire Forlani in Not Forgotten, Amazing Racer - L'incredibile gara
- Patsy Kensit in Presenze, Bad Karma
- Julianne Moore in I segreti del cuore
- Rachel Weisz in Il profondo mare azzurro
- Maria Olsen in Percy Jackson e gli dei dell'Olimpo - Il ladro di fulmini
- Shannen Doherty in Jay & Silent Bob... Fermate Hollywood!
- Helen McCrory in The Queen - La regina
- Brooke Shields in Le disavventure di Margaret
- Glenne Headly in Dietro l'angolo
- Amanda Plummer in The Million Dollar Hotel
- Maryam d'Abo in Dorian Gray
- Piper Laurie in L'alba di un vecchio giorno
- Rebecca Front in Horrid Henry - Piccola peste
- Heather Craney in Il segreto di Vera Drake
- Lotta Losten in Lights Out - Terrore nel buio
- Emma Croft in Il senso di Smilla per la neve
- Denise Grayson in The Social Network
- Jessica Tuck in High School Musical 3
- Emily Mortimer in Elizabeth
- Lara Flynn Boyle in Land of the Blind
- Melissa Gilbert in Donor
- Nichole Hiltz in Alien Autopsy
- Helen Slater in La casa sulle colline
- Stephanie Czajkowski in Atto di fede
- Tatyana Zbirovskya in I toni dell'amore - Love is Strange
- Christine Harnos in  Hellraiser - La stirpe maledetta
- Robin Givens in Elite - Squadra d'assalto
- Jean Parker in Piccole donne
- Jessica Forde in Reinette e Mirabelle
- Irène Jacob in Il nemico invisibile
- Valérie Lemercier in Monte Carlo
- Leonor Silveira in Gebo e l'ombra
- Olga Grumberg in Cacciatore di teste
- Yuma Nakamura in L'ombra dello spirito
- Daike Yuko in Ju-on: Rancore 2

### Serie TV
- Shannen Doherty in Streghe, Scuola diabolica per ragazze, Another Day, La battaglia di Mary Kay, Jay & Silent Bob... Fermate Hollywood!, Qualcuno nella notte, North Shore, 90210, Scare Tactics, Breaking Up with Shannen Doherty
- Hudson Leick e Danielle Cormack in Xena - Principessa guerriera
- Elke Winkens in Il commissario Rex
- Hayley Tyson in X-Files
- Christine Harnos in E.R. - Medici in prima linea

### Film d'animazione
- Kanako/Donna Ragno in La città delle bestie incantatrici
- Jeanne in Un gatto a Parigi

### Serie animate
- Mary Jane Watson in Spider-Man: The Animated Series
- Karin Aoi in DNA²
- Mary-Ann Lipton in Dr. Dimensionpants
- Alicia Masters (1^ voce) in I Fantastici Quattro
- Hypnotia in Iron Man
- Fly in Funky Cops
- Elvira in Gowap
- La regina in Jelly Jamm
- Ramplamese in Fortezza superdimensionale Macross
- Kotomi in NieA_7 - Domestic poor @nimation
- Mami in Hand Maid May
- Donita Donata in Wild Kratts
- Bronwyn in Sam il pompiere
- Zan Gufenson in DuckTales
- Rontu in LEGO Ninjago: La rivolta dei draghi

### Videogiochi
- Meï in Beyond Good & Evil[2]